# Frouard
Frouard település Franciaországban, Meurthe-et-Moselle megyében. Lakosainak száma 6480 fő (2022. január 1.). Frouard Champigneulles, Bouxières-aux-Dames, Custines, Liverdun és Pompey községekkel határos.

## Népesség
A település népességének változása:
| Lakosok száma | 7419 | 7589 | 7274 | 6657 | 6773 | 6638 | 6563 | 6584 | 6543 | 6480 |
|               | 1968 | 1982 | 1990 | 2006 | 2013 | 2015 | 2017 | 2019 | 2020 | 2022 |